# Łoskajmy (Bartoszyce)
Łoskajmy (deutsch Loschkeim) ist ein Ort in der polnischen Woiwodschaft Ermland-Masuren. Er gehört zur Gmina Bartoszyce (Landgemeinde Bartenstein) im Powiat Bartoszycki (Kreis Bartenstein (Ostpr.)).

## Geographische Lage
Łoskajmy liegt drei Kilometer südlich der polnischen Staatsgrenze zur russischen Oblast Kaliningrad (Gebiet Königsberg (Preußen)) in der nördlichen Mitte der Woiwodschaft Ermland-Masuren. Bis zur früheren und heute auf russischem Hoheitsgebiet gelegenen Kreisstadt Friedland (Ostpr.) (russisch Prawdinsk) sind es        17 Kilometer in nordöstlicher Richtung, bis zur heutigen Kreismetropole Bartoszyce (deutsch Bartenstein) sind es neun Kilometer in südlicher Richtung.

## Geschichte
1404 wurde der kleine Gutsort Lossekaim (nach 1404 Loszekaymen, nach 1419 Loskaym, nach 1423 Losigkeim, nach 1570 Loschckeim und nach 1774 Loschkeim genannt) erstmals offiziell erwähnt. Im Jahre 1874 kam der Gutsbezirk Loschkeim in den neu errichteten Amtsbezirk Polkitten (polnisch Pełkity) im ostpreußischen Kreis Friedland (ab 1927: Kreis Bartenstein), und zählte im Jahre 1910 insgesamt 97 Einwohner.
Am 30. September 1928 gab Loschkeim seine Eigenständigkeit auf und wurde zusammen mit dem Gutsbezirk Perkau (polnisch Parkoszewo) nach   Lapkeim (polnisch Łapkiejmy) eingemeindet.
In Kriegsfolge wurde das gesamte südliche Ostpreußen, zu dem der südliche Kreis Bartenstein gezählt wurde, an Polen abgetreten. Loschkeim erhielt die polnische Namensform „Łoskaimy“ und ist heute eine Ortschaft innerhalb der Landgemeinde Bartoszyce (Bartenstein) im Powiat Bartoszycki (Kreis Bartenstein) in der Woiwodschaft Ermland-Masuren. Im Jahre 2022 zählte die Osada (= „Siedlung“) Łoskajmy 76 Einwohner.

## Kirche
Bis 1945 war Loschkeim in die evangelische Kirche St. Johann in Bartenstein in der Kirchenprovinz Ostpreußen der Kirche der Altpreußischen Union, außerdem in die römisch-katholische Kirche St. Bruno in der Kreisstadt im damaligen Bistum Ermland eingepfarrt.
Heute gehört Łoskajmy weiterhin zur Bartoszyce, das katholischerseits jetzt dem Erzbistum Ermland zugeordnet, evangelischerseits ein Filialort der Pfarrei St.  Johannes in Kętrzyn (Rastenburg) in der Diözese Masuren der Evangelisch-Augsburgischen Kirche in Polen ist.

## Verkehr
Łoskajmy liegt an der Woiwodschaftsstraße 512, die bis 1945 als deutsche Reichsstraße 142 von Wehlau (russisch Snamensk) und Friedland (Ostpr.) (Prawdinsk) bis nach Heilsberg (polnisch Lidzbark Warmiński) und Braunsberg (Braniewo) führte, heute jedoch an der polnisch-russischen Staatsgrenze bei Szczurkowo (Schönbruch) beginnt und im polnischen Pieniężno (Mehlsack) endet. Von Bezledy (Beisleiden) an der ehemaligen deutschen Reichsstraße 128 bzw. der heutigen polnischen Landesstraße 51 führt eine Nebenstraße über Głomno (Glommen) und Łapkiejmy (Lapkeim) nach Łoskajmy. Eine Bahnanbindung besteht nicht.